# Dicranoptycha tennessa
Dicranoptycha tennessa är en tvåvingeart som beskrevs av Alexander 1941. Dicranoptycha tennessa ingår i släktet Dicranoptycha och familjen småharkrankar. Inga underarter finns listade i Catalogue of Life.